# Новокопылово (Первомайский район)
Новокопыло́во — село в Первомайском районе Алтайского края России. Входит в состав Жилинского сельсовета.

## География
Село находится у реки Чесноковка.
Климат
Климат континентальный. Продолжительность периода с устойчивым снежным покровом составляет 160—170 дней, абсолютный минимум температуры воздуха достигает −50 °C. Средняя температура января −19,9 °C, июля +19 °C. Безморозный период длится 110—115 дней, абсолютный максимум температуры воздуха достигает +33-35 °C. Годовое количество атмосферных осадков — 360 мм.
Уличная сеть
В селе 4 улицы: Гагарина, Гребешкова, Заречная и Лесная.
Расстояние до
- районного центра Новоалтайск: 29 км.
- краевого центра Барнаул: 42 км.

Ближайшие населенные пункты
Новочесноковка 5 км, Логовское 9 км, Бешенцево 10 км, Новый Мир 10 км, Жилино 11 км, Сорочий Лог 15 км, Правда 15 км, Степной 19 км, Баюновские Ключи 20 км.

## Население
| 1997 | 1998 | 1999 | 2000 | 2001 | 2002 | 2003 |
| ---- | ---- | ---- | ---- | ---- | ---- | ---- |
| 164  | ↗166 | ↗185 | ↘172 | ↗190 | ↘180 | ↗202 |
| 2004 | 2005 | 2006 | 2007 | 2008 | 2009 | 2010 |
| ↘193 | ↗195 | ↘191 | ↘176 | ↘165 | ↗170 | ↘164 |
| 2011 | 2012 | 2013 |      |      |      |      |
| ↗165 | ↘159 | ↘148 |      |      |      |      |

## История
Новокопылово — одно из древних сел Алтайского края. Его основание относится к 1782 году.
В «Ойкономическом словаре» Л. М. Дмитриевой упоминается, что ранее деревня носила название Бедняцкие избушки, потому что, по словам старожилов, «здесь собирались бедняки».
В «Списке населенных мест Томской губернии 1893 года» село Ново-Копылово относится к Белоярской волости Барнаульского округа, располагается на реке Чесноковке. Население — 102 крестьянских двора.
В 1911 году число дворов составляет уже 213, в селе есть деревянная церковь, школа грамоты, мануфактурная лавка, две мелочные лавки, завод по изготовлению масла. Поселение находится на реке Чесноковка, но название указано — село Копыловское (оно же Зуйково).
Ново-Копылово, как одно из параллельных названий села, указано в «Ойкономическом словаре» Л. М. Дмитриевой, что отмечается исследователем, как отличительная черта начала XX века в ойконимии Алтая.
Церковь Святителя и Чудотворца Николая, построенная в селе в 1902 году, относилась к Ново-Копыловскому приходу. Прихожанами были не только крестьяне Ново-Копылово, приходили из соседней Ново-Чесноковки, всего было записано прихожан 1754 человека, из них 38 человек — раскольники.
В 1928 году, согласно Списку населенных мест Сибирского края, в селе насчитывалось 329 хозяйств, имелся сельсовет, школа и лавка, проживали 1787 человек.

## Инфраструктура
В селе работает несколько крестьянских хозяйств, есть торговые предприятия, магазины, МКДОУ «Новокопыловский детский сад», 2 школы, досуг жителей села осуществляет МКУК «НКДЦ» Новокопыловского сельсовета.
Связь
В посёлке есть цифровое телевидение, сотовая связь и Интернет.
Транспорт
Село соединяет с районным и областным центром федеральная автомагистраль Р-256 Чуйский тракт (Новосибирск—Бийск—Монголия) и региональная асфальтовая автодорога Заринск—Новоалтайск. Между областным и районным центрами налажено автобусное сообщение. Ближайшая крупная железнодорожная станция Алтайская находится в городе Новоалтайск.